# Рахат
Рахат (хебр. רהט, арап. ‏راحات‎) је град у Израелу у Јужном округу. Према процени из 2007. у граду је живело 42.100 становника.

## Становништво
Према процени, у граду је 2007. живело 42.100 становника.
| 1983. | 1995.  |
| ----- | ------ |
| 9.214 | 22.456 |

## Партнерски градови
- Ораштије
- Монтеварки